# ハダースフィールド・コーラル・ソサエティ
ハダースフィールド・コーラル・ソサエティ（Huddersfield Choral Society）はイギリスの合唱団。ハダースフィールド合唱協会と訳されることもある。

## 沿革
1836年創立。ウェスト・ヨークシャー州ハダースフィールドのハダースフィールド・タウン・ホールに本拠を置く。アマチュアとして位置づけられるが、約220名のメンバーを擁するイギリスでも有数の実力を備えた合唱団である。またそのレパートリーもオラトリオ、宗教音楽から近現代音楽まで幅広い。最初は16名の地元有志によって結成され、非国教会の混声合唱団の出身者を中心に約70名のメンバーを集めて公演を開始した。マルコム・サージェント、ウィン・モリス、ジョン・プリッチャード、オウェイン・アーウェル・ヒューズ、ジェーン・グラヴァー等が常任指揮者をつとめ、コーラスマスターにはハーバート・バージェット、ニナ・ウォーカー、ポール・レディントン・ライト等が就任している。現在の桂冠指揮者はマーティン・ブラビンズ、コーラスマスターはジョセフ・カレンである。1887年以降、ロンドンでもコンサートを定期的に開催し、1951年にはロイヤル・フェスティバル・ホールでの英国祭に出演、またロイヤル・アルバート・ホールのプロムナード・コンサートにも登場している。1961年に創立125周年を記念してウォルトンに「グロリア」の作曲を依頼し、またヴォーン・ウィリアムズの「我等に平安を与えたまえ(Dona Nobis Pacem)」、ポール・パターソンの「スターバト・マーテル(Stabat Mater)」、デイヴィッド・マシューズの「Vespers」等も作曲を依頼した成果である。ウィーン、ベルリン、ボストン、アムステルダムをはじめ、国外の多くの都市でコンサートを行っており、2007年には大阪フェスティバルホールで、湯浅卓雄指揮大阪フィルハーモニー交響楽団とブリテンの「戦争レクイエム」を協演した。なお同地域のハダースフィールド大学とパートナーシップを結んでいる。